# كأس الاتحاد الأوروبي 1978–79
كأس الاتحاد الأوروبي 1978–79 (بالإنجليزية: 1978–79 UEFA Cup)‏ هو الموسم الثامن من بطولة كأس الاتحاد الأوروبي. أقيم بمشاركة 64 فريقاً.
حقق بوروسيا مونشنغلادباخ الألماني الغربي لقب البطولة للمرة الثانية في تاريخه بعد فوزه في النهائي على النجم الأحمر اليوغوسلافي بنتيجة 2-1 في مجموع المباراتين.